# Magnus Olofsson
Magnus Olofsson, född 8 december 1965, är en svensk energiforskare och tidigare verkställande direktör vid Energiforsk AB, där han 2016 ersattes av Markus Wråke. I februari 2011 utsågs han till vd för Elforsk AB och i mars 2013 även för Värmeforsk vars båda verksamheter överfördes till Energiforsk vid årsskiftet 2014/2015. Innan tiden vid Elforsk var han generaldirektör och chef för Elsäkerhetsverket.
Olofsson har en doktorsexamen i elektriska energisystem från Kungliga Tekniska Högskolan (KTH) i Stockholm från 1996 där han också avlade civilingenjörsexamen i elektroteknik. Han är sedan mars 2013 invald ledamot av Kungliga Ingenjörsvetenskapsakademien.
Olofsson var anställd i ABB under åren 2002–2008 där han från 2003 innehade en tjänst som global produktchef för effektbrytare inom affärsområdet för högspänningsprodukter vid huvudkontoret i Zürich. Under våren 2007 flyttade han från Ludvika till Peking, där han förutom den globala tjänsten under en tid var utvecklingschef vid det lokala affärsområdet för högspänningsprodukter.
Olofsson var engagerad i etableringen av det akademiska forskningscentret High Voltage Valley i Ludvika som forskningsdirektör respektive administrativ direktör från 2004 till 2006. Åren 1998 – 2002 arbetade han vid STRI AB i Ludvika, bland annat som forskningschef för elkraftsystem. Olofsson var systemingenjör respektive gruppchef vid Banverket åren 1996 – 1998.
Olofsson har varit ledamot i styrelsen för Ångpanneföreningens forskningsstiftelse där han nu är suppleant. Han är vidare ledamot i det strategiska rådet för Skolan för elektro- och systemteknik vid KTH. Under tiden som generaldirektör och chef för Elsäkerhetsverket var Olofsson ordförande i Elektriska Nämndens styrelse och vice ordförande i SEK Svensk Elstandard.